# Izatha gekkonella
Izatha gekkonella là một loài bướm đêm thuộc họ Oecophoridae. Nó là loài đặc hữu của New Zealand, ở đó nó is only có ở vùng Taieri và Shag River catchments ở Đông Otago.
Sải cánh dài 13.5–15.5 mm đối với con đực và 13.5–17 mm đối với con cái. Con trưởng thành bay vào tháng 10, tháng 11 and tháng 12.
Ấu trùng được ghi nhận ăn địa y mọc trên đá.